# Anthopleura michaelseni
Espèce
Anthopleura michaelseni est une espèce d'anémones de mer de la famille des actiniidés.